# Lamberto da Polenta

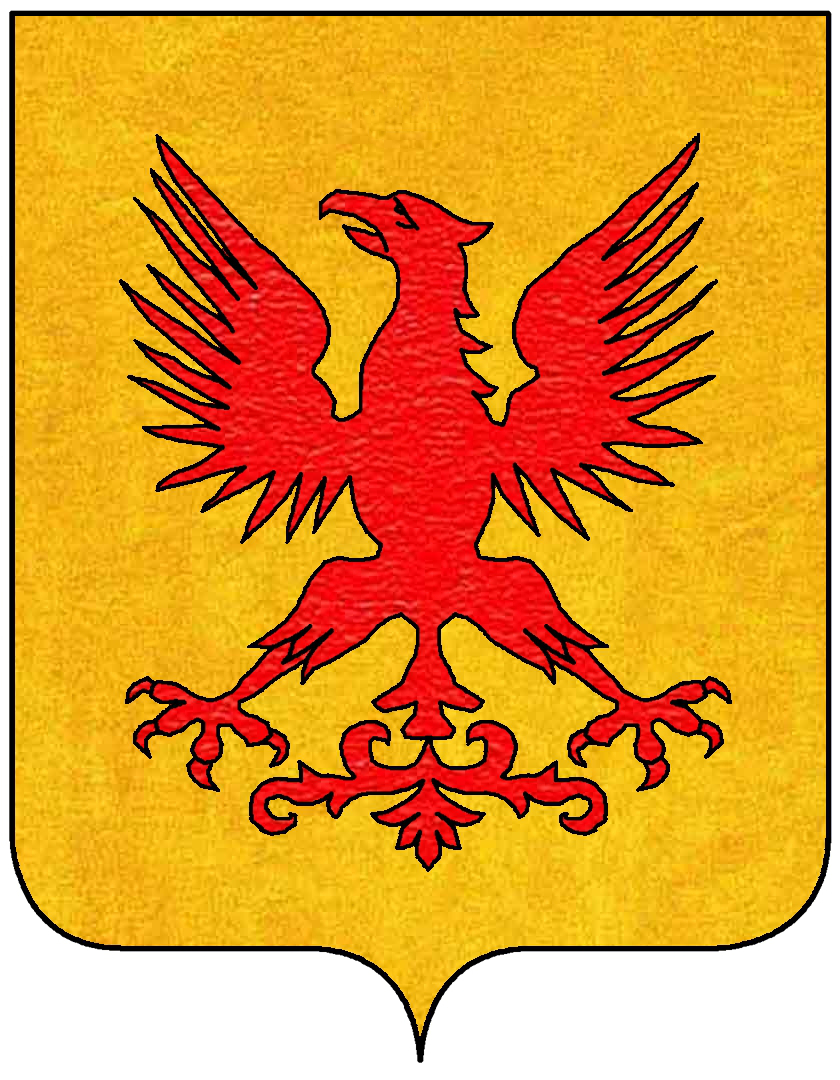
Stemma dei da Polenta

Lamberto da Polenta (Ravenna, ... – ...; fl. XIII secolo) è stato un politico italiano.

## Biografia
Era figlio di Guido I da Polenta (?-1217) e di Adelasia Lazzari.
Di parte guelfa, è attestato nel 1234 come acquirente di terreni nei dintorni di Ravenna per conto del vescovo. 
Nel 1240 combatté strenuamente contro l'imperatore Federico II di Svevia intenzionato ad occupare la città e dopo la sua resa Lamberto venne messo in catene, considerato pericoloso dai ghibellini. 
Nel 1241 durante la presa di Faenza, vista la resistenza dei cittadini, l'imperatore fece portare Lamberto e altri suoi seguaci alle porte della città, minacciando di ucciderlo qualora i faentini non si fossero arresi. Imprigionato, Lamberto dettò in carcere le sue ultime volontà e nulla si seppe più di lui.

## Discendenza
Ebbe un figlio, Guido il Vecchio (1250 ca.-1310), capofamiglia dei Da Polenta, signori di Ravenna.